# Get Up! (Before the Night Is Over)
«Get Up! (Before the Night Is Over)» es una canción grabada por el grupo belga Technotronic con Ya Kid K. Fue lanzado en enero de 1990 como el segundo sencillo del álbum debut de la banda Pump Up The Jam: The Album.
El sencillo tuvo éxito en varios países, convirtiéndose en un top 10 en Australia, Canadá y Estados Unidos y Reino Unido. Encabezó la lista en Bélgica, Finlandia, España y Suiza. 
En 1998 y 1999, fue relanzado respectivamente bajo el título "Get Up (the '98 Sequel)" y "Get Up (the 1999 Sequel)". Posteriormente El 8 de mayo de 2007 el trío austríaco Global Deejays relanzó este sencillo como un remix en su álbum Get Up. La canción aparece en Dance Dance Revolution Ultramix 4 y Dance Dance Revolution 3rd Mix.

## Recepción crítica
Music & Media escribió sobre la canción: "¿Pueden hacerlo de nuevo? Ciertamente parece ser así. Esto es menos rap, más una canción pop ortodoxa. Un coro fuerte y uno de los sonidos debajo más grandes de todos. Excelente."

## Listados de la canción

### Versión original
CD maxi
1. «Get Up! (Before the Night Is Over)» (dance action mix) — 6:00
2. «Get Up! (Before the Night Is Over)» (sencillo mix) — 3:51
3. «Get Up! (Before the Night Is Over)» (muted mix) — 5:52
4. «Get Up! (Before the Night Is Over)» (versión CD) — 5:54

7" sencillo
1. «Get Up! (Before the Night Is Over)» (sencillo mix) — 3:51
2. «Get Up! (Before the Night Is Over)» (instrumental) — 3:12

12" maxi
1. «Get Up! (Before the Night Is Over)» (dance action mix) — 6:00
2. «Get Up! (Before the Night Is Over)» (muted mix) — 5:52
3. «Get Up! (Before the Night Is Over)» (def mix) — 8:12
4. «Get Up! (Before the Night Is Over)» (accapella) — 2:47
5. «Get Up! (Before the Night Is Over)» (instrumental) — 5:51

Estados Unidos 12" maxi (SBK V-19704)
1. «Get Up! (Before the Night Is Over)» (def mix) — 8:12
2. «Get Up! (Before the Night Is Over)» (álbum mix) — 4:47
3. «Get Up! (Before the Night Is Over)» (7" edit) — 3:30
4. «Get Up! (Before the Night Is Over)» (far east mix) — 5:58
5. «Get Up! (Before the Night Is Over)» (techno mix) — 4:48

Estados Unidos y Canadá 7" (SBK B-07315)
1. «Get Up! (Before the Night Is Over)» (7" edit) — 3:30
2. «Raw» — 4:47

Casete
1. «Get Up! (Before the Night Is Over)»
2. «Raw»

### Versión secuela del 98
CD maxi
1. «Get Up!» (versión radio) — 3:38
2. «Get Up!» (secuela de radio) — 3:42
3. «Get Up!» (mezcla de canciones) — 5:49
4. «Get Up!» (pulsar mix) — 5:15
5. «Pump up the Jam» (la secuela - dancing divaz master mix) — 5:35

### Versión 2007
CD maxi
1. «Get Up! (Before the Night Is Over)» (versión electrónica general) — 6:22
2. «Get Up! (Before the Night Is Over)» (flash brothers remix) — 7:39
3. «Get Up! (Before the Night Is Over)» (mezcla de rap tribalectric) — 6:05
4. «Get Up! (Before the Night Is Over)» (mezcla de Maurizio Gubellini)	—  7:24

## Versiones
- «Get Up! (Before the Night Is Over)» (7" edit) — 3:30
- «Get Up! (Before the Night Is Over)» (accapella) — 2:47
- «Get Up! (Before the Night Is Over)» (álbum mix) — 4:47
- «Get Up! (Before the Night Is Over)» (CD version) — 5:54
- «Get Up! (Before the Night Is Over)» (dance action mix) — 6:00
- «Get Up! (Before the Night Is Over)» (def mix) — 8:12
- «Get Up! (Before the Night Is Over)» (Dm's live mix) — 9:15
- «Get Up! (Before the Night Is Over)» (far east mix) — 5:58
- «Get Up! (Before the Night Is Over)» (instrumental) — 5:51
- «Get Up! (Before the Night Is Over)» (lost mix) — 5:54
- «Get Up! (Before the Night Is Over)» (mental mix) — 5:42
- «Get Up! (Before the Night Is Over)» (muted mix) — 5:52
- «Get Up! (Before the Night Is Over)» (single mix) — 3:51
- «Get Up! (Before the Night Is Over)» (techno mix) — 4:48
- «Get Up! (Before the Night Is Over)» (the Wind command mix) — 6:50

## Posicionamiento en listas

### Listas semanales
| Listas (1990)                                | Máxima posición |
| -------------------------------------------- | --------------- |
| Alemania (Offizielle Deutsche Charts)        | 2               |
| Australia (ARIA)                             | 7               |
| Austria (Ö3 Austria Top 40)                  | 2               |
| Bélgica (Flandes) (Ultratop 50)              | 1               |
| Canadá Dance (RPM)                           | 1               |
| Canadá (RPM Top Singles)                     | 10              |
| España (AFYVE)                               | 1               |
| Estados Unidos Billboard Hot 100             | 7               |
| Estados Unidos Billboard Hot Dance Club Play | 2               |
| Estados Unidos Billboard Hot Black Singles   | 27              |
| Europa (Eurochart Hot 100)                   | 1               |
| Finlandia (Official Finnish Charts)          | 1               |
| Francia (SNEP)                               | 2               |
| Irlanda (IRMA)                               | 2               |
| Italia (FIMI)                                | 6               |
| Nueva Zelanda (Recorded Music NZ)            | 7               |
| Noruega (VG-lista)                           | 6               |
| Países Bajos (Dutch Top 40)                  | 2               |
| Países Bajos (Mega Single Top 100)           | 2               |
| Portugal (AFP)                               | 3               |
| Reino Unido (The Official Charts Company)    | 2               |
| Suecia (Sverigetopplistan)                   | 4               |
| Suiza (Schweizer Hitparade)                  | 1               |
| Zimbabue (ZIMA)                              | 1               |
| Listas (1998)                                | Máxima posición |
| Alemania (Offizielle Deutsche Charts)        | 91              |
| Listas (1999)                                | Máxima posición |
| Francia (SNEP)                               | 42              |
| Listas (2007)                                | Máxima posición |
| Francia (SNEP)                               | 32              |

### Listas de fin de año
| Listas (1990)                      | Posición |
| ---------------------------------- | -------- |
| Austria (Singles Chart)            | 18       |
| Estados Unidos (Billboard Hot 100) | 73       |
| Países Bajos (Dutch Top 40)        | 56       |
| Suiza (Singles Chart)              | 24       |

### Certificaciones
| País           | Certificación | Fecha                | Ventas certificadas |
| -------------- | ------------- | -------------------- | ------------------- |
| Estados Unidos | Oro           | 27 de abril de 1990  | 500 000             |
| Francia        | Plata         | 1990                 | 205 000             |
| Reino Unido    | Plata         | 1 de febrero de 1990 | 200 000             |